# Dysdera silana
Dysdera silana este o specie de păianjeni din genul Dysdera, familia Dysderidae, descrisă de Alicata, 1965.
Este endemică în Italia. Conform Catalogue of Life specia Dysdera silana nu are subspecii cunoscute.